# Нория-де-Анхелес (муниципалитет)
Нория-де-Анхелес (исп. Noria de Ángeles) — муниципалитет в Мексике, входит в штат Сакатекас. Население 13 197 человек.

## История
Город основан в 1824 году .